# PL/SQL
PL/SQL (Procedural Language/Structured Query Language) is een programmeertaal en beschikbaar in Oracle Database (sinds versie 7), TimesTen in-memory database (sinds versie 11.2.1), en IBM DB2 (sinds versie 9.7). Deze taal wordt gebruikt voor het schrijven van opgeslagen procedures, triggers en anonieme programmablokken. Anonieme blokken zijn stukken code die niet vanuit andere code kunnen worden aangeroepen, omdat ze niet middels een naam gerefereerd kunnen worden.
De syntaxis is geënt op die van Ada. PL/SQL is de procedurele uitbreiding van SQL. Dit maakt het mogelijk om naast SQL variabelen te gebruiken en keuzeconstructies (if, case), herhalingsconstructies en exception handling te implementeren. Het is mogelijk om zelf datatypes te definiëren.
Ook is er sinds V8.0 mogelijk PL/SQL objectgeoriënteerd te gebruiken.
Niet te verwarren met het gelijknamige PL/SQL van PostgreSQL; PostgreSQL's tegenhanger van Oracle PL/SQL is PL/pgSQL.